# Johovac
Johovac är ett samhälle i Bosnien och Hercegovina.   Det ligger i entiteten Republika Srpska, i den östra delen av landet, 110 km nordost om huvudstaden Sarajevo. Johovac ligger 134 meter över havet och antalet invånare är 324.
Terrängen runt Johovac är platt åt nordost, men åt sydväst är den kuperad.Närmaste större samhälle är Bijeljina, 14,5 km norr om Johovac. 
Trakten runt Johovac består till största delen av jordbruksmark. Runt Johovac är det ganska tätbefolkat, med 104 invånare per kvadratkilometer.